# Florentino Pérez Real Madrid City
Florentino Pérez Real Madrid City, kortweg Real Madrid City, is een trainingscomplex net buiten de stad Madrid. In Real Madrid City worden de wedstrijden gespeeld van het tweede elftal, het vrouwenelftal en de jeugd van Real Madrid. Deze teams trainen, evenals het eerste elftal van Real Madrid, ook op het complex.
Op het trainingscomplex is ook het stadion van Real Madrid Castilla te vinden, Estadio Alfredo Di Stéfano, vernoemd naar de voormalig erevoorzitter en clublegende Alfredo Di Stéfano. Het sportpark bestaat verder uit 11 velden, waarvan een aantal kunstgrasvelden, en een sporthallencomplex voor Real Madrid Baloncesto.
In november 2023 werd het trainingscomplex officieel vernoemd naar Real Madrid clubpresident Florentino Pérez, die in 2004 de aanjager was van het nieuwe complex. Voor de vernoeming stond het trainingscomplex bekend als Real Madrid City.
Voor de onbebouwde meters van Real Madrid City werd in mei 2025 een nieuw project gelanceerd: Real Madrid Innovation District (MID). Het MID zal bedrijven, onderzoekers en ondernemers samenbrengen om kennis te delen en innovatieve projecten te bevorderen. Het beslaat 850.000 vierkante meter ten oosten en zuiden van het trainingscomplex van de club.